# Djebel Chelia
Djebel Chélia ( en árabe: جبل شيلي) es el punto más alto en las montañas Aurés que se sitúan en la frontera entre los países africanos de Argelia y Túnez, siendo el segundo pico más alto en territorio argelino después del monte Tahat. Se sitúa en el oeste de Khenchela, en el condado de Bouhmama.